# Das Schweigen des Meeres
Das Schweigen des Meeres (frz. Le silence de la mer) ist eine Novelle des französischen Autors Jean Marcel Bruller aus dem Jahr 1942, die dieser in Genf drucken ließ und unter dem Pseudonym Vercors heimlich im von den Deutschen besetzten Paris veröffentlichte.

## Entstehungsgeschichte
Das Schweigen des Meeres wurde im Sommer 1941 geschrieben und war im Februar 1942 zum Druck bereit. Es enthielt eine Widmung an Saint-Pol-Roux, der Ende 1940 in einem Krankenhaus in Brest gestorben war, nachdem ein betrunkener deutscher Soldat in sein Haus eingedrungen war und seine Tochter verletzt hatte. Das Buch wurde 1942 als allererster Titel des Untergrundverlages Éditions de Minuit heimlich veröffentlicht. 1945 wurde er dann im Verlag Edition des Trois Collines veröffentlicht. Das Manuskript gelangte nach London, wo General de Gaulle eine Großauflage anordnete. Ein Exemplar gelangte in die Hände von Jean-Pierre Melville, der es 1947 verfilmte.

## Zusammenfassung
Am Anfang des Kriegs im besetzten Frankreich erzählt ein Schreinermeister, der nur mit seiner Nichte in einem schönen Haus in der Provinz lebt, wie er zu Hause die von den Besatzungstruppen auferlegte Anwesenheit eines deutschen Offiziers erlebt hat. 
Die Novelle spielt von November 1940 bis Sommer 1941. Bei solchen Gegebenheiten sei der junge Offizier anständig. Er lässt sich keine Gelegenheit entgehen, abends seine Gastgeber zu begrüßen, und ihnen von der deutsch-französischen Freundschaft zu erzählen. Er hoffe, dass ihre beiden Heimaten heiraten könnten. Doch seine langen, kultivierten Monologe stoßen auf das unveränderliche Schweigen seiner Quartiergeber. 
Nach seiner Rückkehr von einem Urlaub in Paris hört er auf, sie zu besuchen. Als er sich von ihnen verabschiedet, um sich an die Front im Osten zu melden, prangert er die Vormacht Deutschlands über Frankreich an.
Die Erzählung speist sich aus tatsächlichen Geschehnissen. Vercors hatte bei sich einen deutschen Offizier aufgenommen, der Tennis spielte, um seinem steifen Bein zu etwas Bewegung zu verhelfen. Obwohl es zwischen den beiden zu keinem Kontakt gekommen war, hatte Vercors bei diesem Offizier ein gewisses Interesse an französischer Kultur bemerkt, das sich im Besitz von zahlreichen französischen Büchern und einer Büste von Blaise Pascal ausdrückte. Als Vercors dann die Geschichte verfasste, machte er aus seiner Frau seine Nichte, um dem Geschehen etwas mehr Dramatik zu verleihen.

## Inhalt
Das Buch erzählt die Geschichte des deutschen Offiziers Werner von Ebrennac, der während der deutschen Besetzung Frankreichs in eine französische Familie einquartiert wird. Seine französischen Herberggeber sind ein älterer Herr und seine Nichte, die jedoch als Zeichen der Ablehnung gegenüber der deutschen Besatzung kein Wort mit ihm sprechen.
Den Offizier stört dies anscheinend wenig und so berichtet er ihnen jeden Abend von seinen Wünschen und seiner Begeisterung über die französische Kultur. Seine Idealvorstellungen sehen eine Verbrüderung zwischen Frankreich und Deutschland vor. Nach einem Besuch in Paris, wo er mehrere andere deutsche Offiziere trifft, schwinden jedoch seine Hoffnungen. Er bemerkt, dass er der Einzige ist, der ein gutes Ende herbeisehnt. Die anderen Offiziere wollen die französische Kultur zerstören und das Land dominieren. Zurück in der Herbergsfamilie berichtet er von seinem Besuch in Paris und  verdeutlicht seine Hoffnungslosigkeit. Er entschließt sich, „Selbstmord“ zu begehen, indem er sich nach Russland zum Kampfeinsatz versetzen lässt. Zum Ende kommt doch noch ein Wort über die Lippen der Nichte. Sie flüstert Ebrennac beim Hinausgehen ein „Adieu“ zu.

## Interpretationsansätze
Dieses Buch erlangte in Frankreich Kultstatus, mehr aus patriotischen denn aus literarisch fassbaren Gründen. Der geschichtliche Zusammenhang hat zu zahlreichen irrigen Annahmen geführt. Ilja Ehrenburg vertrat beispielsweise die Ansicht, es handle sich um ein „Werk zur Provokation, das bestimmt von einem Nazi geschrieben wurde, um der  Manipulation der öffentlichen Meinung unter Führung der Gestapo dienlich zu sein“. Zahlreiche Mitglieder der Résistance im Exil in London, die das Buch gelesen hatten, hielten es für ein Werk von André Gide. Arthur Koestler missbilligte im November 1943 in einem in London erschienenen Zeitungsartikel die Figur des deutschen Offiziers und fragte sich, wie jemand so lange die Absichten seines Landes ignorieren könne.
Diese Geschichte verdeutlicht die Einstellung vieler Franzosen gegenüber der deutschen Besatzung. Hier wird nicht das Modell des Widerstandes gezeigt, sondern die auf Distanz bedachte Haltung des "stummen Frankreich" („la France muette“), das gleichwohl auf aktive Abwehr verzichtet.
Vor allem richtet sich die Geschichte gegen die Illusion einer Verbrüderung zu den Herrschaftsbedingungen, die Nazi-Deutschland seinen Nachbarn aufzuzwingen gedachte, wie das Nachwort von Y. Beigbeder deutlich macht.
Eine mögliche Interpretation des Titels „Le silence de la mer“ ist, dass die französischen Herberggeber ihre Gefühle und Emotionen gut verstecken können. Äußerlich wirken sie ruhig wie das Meer, aber im Inneren geht viel mehr vor, als man sehen kann.
Das Werk gilt als Vercors’ bekanntester Text und als ein Standardwerk der französischen Résistance im Zweiten Weltkrieg. Vercors hatte die Tagebuchaufzeichnungen von Ernst Jünger über seinen Frankreichaufenthalt gelesen, die 1942 in einer französischen Übersetzung unter dem Titel Jardins et routes („Gärten und Straßen“) erschienen waren, und zieht gewisse Parallelen zwischen Jünger und dem deutschen Offizier in seinem Buch.

## Verfilmungen
Im Jahre 1947 wurde Das Schweigen des Meeres unter der Regie und nach dem Drehbuch von Jean-Pierre Melville mit den Schauspielern Howard Vernon, Jean-Marie Robain, Nicole Stéphane, Ami Aroe, Denis Sadier, Georges Patrix, Henri Cavalier und  Dietrich Kandler verfilmt.
Im Jahr 2004 fand eine Neuverfilmung unter der Regie von Pierre Boutron mit den Schauspielern Julie Delarme, Thomas Jouannet und Michel Galabru statt. Der Film gewann auf dem Fernsehfilm-Festival St.Tropez die Preise für den besten Film, für die beste Darstellerin und für die beste Musik.

## Ausgaben (Auswahl)
- Das Schweigen des Meeres : Erzählung. Aus dem Franz. von Karin Krieger. Mit einem Essay von Ludwig Harig und einem Nachw. von Yves Beigbeder. Zürich: Diogenes, 1999 ISBN 3-257-06225-7
- Das Schweigen des Meeres. Ins Deutsche übertr. von Kurt Stern. Berlin : Aufbau-Verl. 1948
- Das Schweigen. Aus d. Franz. von Josef Ziwutschka. Innsbruck ; Wien : Rohrer  1947
- Das Schweigen  (Le silence de la mer). Autorisierte Übertragung aus dem Französischen. Zürich ; New York : Oprecht 1945